# Australian Indoor Championships 1983
L'Australian Indoor Championships 1983 è stato un torneo di tennis giocato cemento indoor del Sydney Entertainment Centre di Sydney in Australia. Il torneo fa parte del Volvo Grand Prix 1983. Si è giocato dal 10 al 16 ottobre 1983.

## Campioni

### Singolare maschile
John McEnroe ha battuto in finale  Henri Leconte con il punteggio di 6–1, 6–4, 7–5

### Doppio maschile
Mark Edmondson /  Sherwood Stewart hanno battuto in finale  John McEnroe /  Peter Rennert con il punteggio di 6–2, 6–4